# 윤극영
윤극영(尹克榮, 1903년 9월 6일~1988년 11월 15일)은 동요 〈반달〉을 작사·작곡한 대한민국의 동요 작곡가이자 동화 작가이고, 본관은 해평(海平)이다.
그는 별명이 반달 할아버지일 정도로 대한민국의 많은 어린이들에게 사랑받았다.

## 생애
한성부 출생으로, 1922년 도쿄에서 ‘색동회’를 조직하고 다음해에 〈반달〉, 〈고드름〉, 〈설날〉을 비롯하여 30여 편의 동요를 작곡했다. 1926년엔 한국 최초의 동요작곡집 《반달》을 출판하기도 했다. 1945년 8·15 광복(을유해방) 후 만주 지린성 룽징과 국민정부 시대 중화민국 허베이성 톈진에 있다가, 1947년 월남하여 ‘노래동무회’를 조직했으며, 동요 100여 곡도 작곡했다. 동요 이외에도 신석초등학교, 고명중학교의 교가를 작곡하였고, 1987년에 은퇴하였으며, 이듬해 1988년 11월 15일 향년 86세로 별세했다.

## 경력 및 수상

### 대표 경력
- 색동회 회장

### 주요 이력
- 1903년 : 한성부 출생
- 경성법학전문학교 중퇴 후, 일본 도쿄 음악학교, 도요 음악학교에서 성악을 공부
- 1923년 : 소파 방정환, 마해송 등과 함께 색동회를 결성
- 1924년 : 동요 단체인 ‘다리아회’(달리아회)를 조직하여 한국어 동요들을 보급
- 만주의 간도에서 교사로 근무
- 1947년 : ‘노래동무회’를 조직.

### 학력
- 경성교동보통학교 졸업
- 경성제1고등보통학교 졸업
- 경성법학전문학교 중퇴
- 일본 도요 음악학교 전문학사(테너 성악 전공)
- 일본 도쿄 예술학교 전문학사(바이올린 전공)
- 일본 오사카 음악학원 전문학사(지휘 및 화성학 전공)

### 수상
- 1956년 : 제1회 소파상 수상
- 1963년 : 서울교육대학교 제정 ‘고마우신 선생님’ 추대[3]

## 작품 및 평가
그는 홍난파·박태준과 함께 동요 작곡계의 개척자로 평가받고 있다. 대표작으로 《반달》, 《설날》, 《고기잡이》, 《기찻길 옆 오막살이》 등이 있다.